# عبد الحليم حسن
عبد الحليم حسن (و. م) هو رياضي، ولاعب كرة قدم مصري، شارك في الألعاب الأولمبية الصيفية 1928.

## روابط خارجية
- عبد الحليم حسن على موقع عالم كرة القدم.نت (الإنجليزية)
- عبد الحليم حسن على موقع أوليمبيديا (الإنجليزية)